# Барсуки (озеро, Беларусь)
Барсуки́ (бел. Барсукі́) — озеро в Мядельском районе Минской области Белоруссии. Относится к бассейну реки Мяделка. Входит в состав Мядельской группы озёр.

## Описание
Озеро Барсуки располагается к юго-западу от деревни Михали, в понижении рельефа.
Площадь зеркала составляет 0,02 км². Длина — 0,19 км, наибольшая ширина — 0,13 км, средняя — 0,1 км. Длина береговой линии — 0,53 км.
Котловина имеет округлую форму. Берега низкие, травянистые. На восточном берегу произрастают деревья и кустарники. Дно илистое. Водоём не имеет поверхностного стока.
Озёрная вода относится к гидрокарбонатному классу кальциевой группы. Минерализация составляет 250 мг/л, водородный показатель — 6,7.
Озеро подвержено дистрофикации и существенно зарастает осокой, рдестом, харовыми и нитчатыми водорослями.